# 1812 en arts plastiques
| Années des arts plastiques : 1809 - 1810 - 1811 - 1812 - 1813 - 1814 - 1815    |
| Décennies des arts plastiques : 1780 - 1790 - 1800 - 1810 - 1820 - 1830 - 1840 |

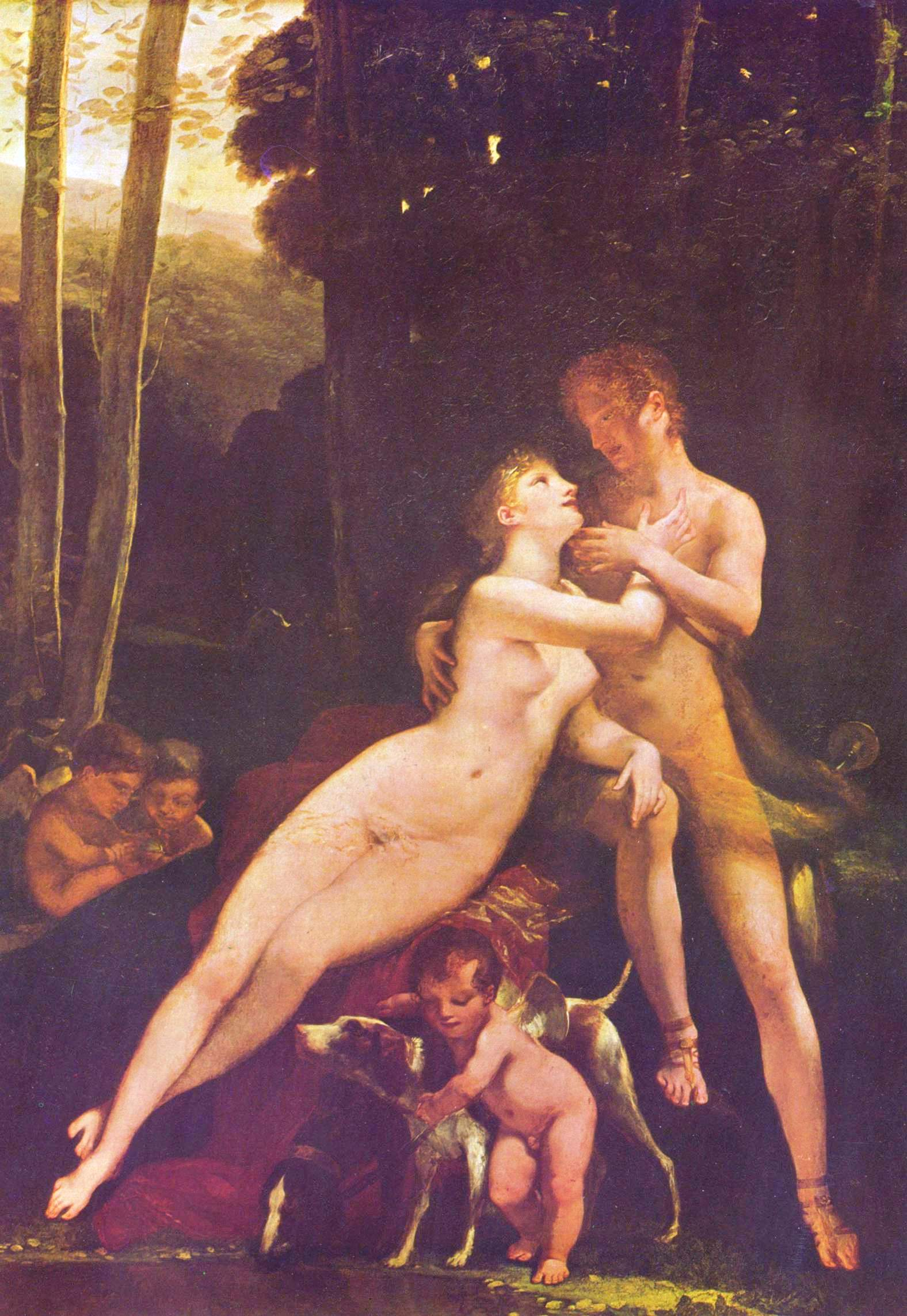
Vénus et Adonis, toile de Prud'hon.

Cette page concerne l'année 1812 en arts plastiques.

## Œuvres
- 1808-1812 : Le Colosse, une huile sur toile longtemps attribuée à Francisco de Goya, mais dont le véritable auteur est inconnu.
- vers 1812 : La Verdad, el Tiempo y la Historia, huile sur toile de Francisco de Goya.
- 1812 : Tu Marcellus eris, tableau d'Ingres.

## Naissances
- 12 février : Eugène-Ferdinand Buttura, peintre français († 23 mars 1852),
- 25 février : German von Bohn, peintre d'histoire allemand († 23 janvier 1899),
- 27 février : Otto Reinhold Jacobi, peintre germano-canadien († 8 février 1901),

- 3 mars : Victor-Marie Roussin, peintre français († 14 juin 1903),
- 5 mars : Michael Echter, peintre allemand († 4 février 1879),
- 12 mars : Giuseppe Palizzi, peintre italien († 10 janvier 1888),
- 26 mars : Fortuné Viau, peintre français († 18 mars 1889),

- 5 avril : Henri Place, peintre de paysage français († 9 septembre 1880),
- 15 avril : Théodore Rousseau, peintre français († 22 décembre 1867),

- 4 septembre : Louis Coignard, peintre français († 20 novembre 1880),
- 12 septembre : Marie-Ernestine Serret, peintre française († 1884),
- 28 septembre : Anatole Dauvergne, peintre, journaliste, écrivain, historien et archéologue français († 13 avril 1870),

- 1er octobre : Per Wickenberg, peintre suédois († 19 décembre 1846),
- 5 octobre : Jean Le Capelain, peintre et lithographe britannique († 17 octobre 1848),
- 14 octobre : Félix-Hippolyte Lanoüe, peintre paysagiste français († 21 janvier 1872),
- 17 octobre : Louis Joseph Trimolet, peintre, graveur et lithographe français († 23 décembre 1843),
- 25 octobre : Charles de Tournemine, peintre orientaliste et paysagiste français († 22 décembre 1872),

- 2 novembre : Hélène Feillet, peintre et lithographe française († 9 décembre 1889),
- 15 novembre : Adolphe Pierre Leleux, peintre et graveur français († 27 juillet 1891),

- 6 décembre : Louis-Nicolas Cabat, peintre et graveur français († 9 décembre 1889),
- 7 décembre : William James Linton, graveur, illustrateur, écrivain et activiste britannique († 29 décembre 1897),

- ? :
  - Marie-Alexandre Alophe, peintre, lithographe et photographe français († 10 août 1883),
  - Antonio Bignoli, peintre italien († 1886).
  - Théophile Clément Blanchard, peintre, lithographe et illustrateur français († 1849),
  - Jean Le Capelain, peintre et lithographe britannique († 1848),
  - Jean-Baptiste Messager, peintre et dessinateur français († 12 mars 1885),
  - Ion Negulici, peintre roumain († 5 avril 1851),
  - Giacomo Trecourt, peintre italien († 1882),

## Décès
- 7 janvier : Raffaele Albertolli, stucateur, graveur et peintre italien (° 21 septembre 1770),
- 23 janvier : Gregorio Ferro, peintre espagnol (° 24 décembre 1742),
- 27 janvier : Bernardino Nocchi, peintre italien (° 8 mai 1741),
- 20 février : Felix Ivo Leicher, peintre autrichien (° 19 mai 1727),
- 11 mars : Philippe-Jacques de Loutherbourg, peintre franco-anglais (° 31 octobre 1740),
- 29 mars : Johann Friedrich Dryander, peintre allemand (° 26 avril 1756),
- 5 mai : Antoine-Michel Filhol, graveur français (° 1759),
- 14 mai : Pierre-Charles Dandrillon, peintre français (° 24 mai 1753),
- 16 juin : Franz Pforr, peintre allemand (° 5 avril 1788),
- 17 juin : 
  - François Robert Ingouf, graveur français (° 22 novembre 1747),
  - Pio Panfili, graveur, décorateur et peintre italien (° 5 mai 1723),
- 21 juin : Johann Friedrich August Tischbein, peintre allemand (° 9 mars 1750).
- Date précise inconnue :
  - Thomas Gaugain, peintre et graveur français (° 24 mars 1756),
  - Francesco Pannini, peintre italien et éditeur d'estampes, actif à Rome (° 1745),
  - Giuliano Traballesi, peintre et graveur italien du baroque tardif  (° 1727).